# Hinterland (seizoen 2)
Dit artikel vat het tweede seizoen van Hinterland samen. Dit seizoen liep van 1 januari 2015 tot 1 november 2015 en bevatte vijf afleveringen, in het Verenigd Koninkrijk werden afleveringen twee tot en met vijf in twee delen uitgezonden. 

## Rolverdeling

### Hoofdrol
- Richard Harrington – als hoofdinspecteur (DCI) Tom Mathias
- Mali Harries – als inspecteur (DI) Mared Rhys
- Alex Harries – als rechercheur (DC) Lloyd Elis
- Hannah Daniel – als rechercheur (DS) Siân Owen
- Aneirin Hughes – als superintendent Brian Prosser

### Terugkerende rollen
- Geraint Morgan - Iwan Thomas
- Geraint Lewis - dr. Haydn Blake
- Gwen Ellis - Agnes Jones
- Anamaria Marinca - Meg Mathias
- Kasha Bajor - Bronka Wozniak

## Afleveringen
| Nr. | Aflevering | Titel                                 | Regisseur    | Schrijver(s) | Uitzenddatum                        |  |
| --- | ---------- | ------------------------------------- | ------------ | ------------ | ----------------------------------- |  |
| 9 | 1          | In the Dead of Night                  | Ed Thomas    | Jeff Murphy  | 1 januari 2015                      |  |
| Met bloed aan zijn handen, en afwachtend over zijn verdere toekomst in zijn werk, wordt hoofdinspecteur Mathias gedwongen om terug te keren naar zijn werk naar een brandstichting op een verlaten boerderij, waarbij een moeder en haar kind vechten voor hun leven. Het onderzoek brengt hem in een wereld van falende boerderijen en langdurende vetes, en dit brengt Mathias naar de rand van zijn emotionele grens. Met superintendent Brian Prosser in zijn nek wordt Mathias gedwongen om het onderzoek in goede banen proberen te leiden, terwijl hij nog worstelt met de overblijfselen van zijn beschadigde reputatie.                                                    |            |                                       |              |              |                                     |  |
| 10 11 | 2          | Ceredigion deel 1 + 2                 | Gareth Bryn  | Debbie Moon  | 13 september 2015 20 september 2015 |  |
| Mathias denkt dat de wereld tegen hem keert als zijn vrouw Meg ineens voor zijn neus staat, en dat hij aan een onderzoek wordt blootgesteld door interen zaken voor zijn laatste optreden. Ondertussen wordt hij naar een dodelijke schietpartij geroepen, een buschauffeur werd neergeschoten gevonden in zijn bus op een verlaten landweg. Het team ondervraagt een belangrijke verdachte, maar Mathias denkt dat hij echter onschuldig is. Terwijl Mathias nog worstelt met zijn gedachtes is hij gefascineerd op de ex-militair John Bell, en de levenswijze die hij hanteert. Terwijl het onderzoek doorgaat beseft Mathias dat hij toch de confrontatie met Meg moet aangaan. |            |                                       |              |              |                                     |  |
| 12 13 | 3          | The Tale of Nant Gwrtheyrn deel 1 + 2 | Julian Jones | Eoin McNamee | 27 september 2015 4 oktober 2015    |  |
| De moord op de lokale kerkelijke waardigheidsbekleder en advocaat leidt tot openbaring van een tragisch verhaal over een verlies, dat aangewakkerd werd door wantrouwen en argwaan. Waarom leidde Nora en Daniel een afgezonderde leven, en wat ontdekt Mathias in de tuin. Lukt het hem om Daniel te vinden, voordat Glyn Powell hem tegenhoudt. Terwijl de klok doortikt weet Mathias het bijna zeker dat de relatie tussen Branwen Powell en Daniel de sleutel is voor de oplossing in deze zaak. |            |                                       |              |              |                                     |  |
| 14 15 | 4          | Dark River deel 1 + 2                 | Ed Thomas    | Sue Everett  | 11 oktober 2015 18 oktober 2015     |  |
| De ontdekking van een lichaam in het meer stuurt het onderzoek naar een lokale leraar op een kleine plattelandsschool. Welk geheim draagt Gwilym met zich mee en wie is Ben Willis, en waarom pleegde een ex-leraar zelfmoord. Wie is het mysterieuze meisje, en wie verstopt zich voor Mathias. Terwijl het onderzoek voortduurt, vraagt Mathias zich af of Greta nog steeds in leven is en worstelt zich door een wereld van geheimen. Lukt het hem en het team om de zaak op te lossen, of zijn ze te laat. |            |                                       |              |              |                                     |  |
| 16 17 | 5          | The Sound of Souls deel 1 + 2         | Ed Thomas    | Ed Talfan    | 25 oktober 2015 1 november 2015     |  |
| Een verbrand lichaam in de duinen brengt het onderzoek Mathias naar een familie met een lang verleden die een connectie heeft met dertienjaar oude moord op een jonge moeder. Mathias is ervan overtuigd dat deze moord een connectie heeft met de vondst van het lichaam in de duinen, ondanks dat Prosser hiervan niet ervan overtuigd is. Zal het Mathias lukken om de waarheid boven tafel te krijgen, of zal de persoon die hem stalkt hem tegen kunnen houden. |            |                                       |              |              |                                     |  |